# Красноселье (Вологодская область)
Красноселье — деревня в Грязовецком районе Вологодской области.
Входит в состав Сидоровского муниципального образования (с 1 января 2006 года по 9 апреля 2009 года входила в Лежское муниципальное образование), с точки зрения административно-территориального деления — в Лежский сельсовет.
Расстояние до районного центра Грязовца по автодороге — 32,5 км, до центра муниципального образования Сидорово по прямой — 22 км. Ближайшие населённые пункты — Спасское, Павловское, Майский.

## История
В 1966 г. указом президиума ВС РСФСР деревня Бездушниково переименована в Красноселье.

## Население
| 2010 |
| ---- |
| 4    |